# Камера опскура
Камера опскура (лат. camera obscura, мрачна комора, тамна соба) је оптичка справа која се раније користила као помагало за цртање а представља такође изум који је водио открићу фотографије. Данашњи фото-апарати се понекад зову камере управо због аналогије са овом справом.

## Увод
Оптичке појаве су одувек постојале али су тумачене на различите начине. У најранијим временима људске историје за њихово дејство везиване су тајанствене, мистичне силе. Описи манифестација светлости као природних појава, чије се порекло може донекле објаснити, јављају се, први пут, у старој Кини, затим у Индији и Египту. Неки светлосни феномени праћени су очима посматрача, дакле непосредним опажањем, али то није било увек могуће. Постојали су феномени који се нису могли пратити без посредника, на пример помрачење Сунца. Један такав посредник била је тамна комора (лат. camera obscura).
Године 350. пре нове ере у Платоновој Држави описана је пећина на чијим зидовима се, захваљујући једном отвору који пропушта светлост, јављају занимљиве игре сенки. Такав принцип светлосне пројекције био је познат и другим мислиоцима у старом веку. Нешто доцније, Аристотел је уочио, и у својој Физици описао, сличан феномен: „Он је посматрао полумесечаст облик делимично помраченог сунца који се пројектовао на земљу кроз рупе на ситу, или кроз пропусте између лишћа, у сенци једног дрвета. Приметио је такође да слика постаје оштрија што је отвор мањи."
Приликом археолошких ископавања у Кини откривена је сликана керамика на којој је приказана перспектива недогледа, а насликане људске фигуре, са распознатљивим ликовима, неодољиво су подсећале на фотографије. Очигледна аналогија са фотографијом навела је на закључак да су те слике настале у комбинацији са неким једноставним обликом камере опскуре. Таква претпоставка налази своју потврду и на страницама историје наука. Пре две и по хиљаде година, у најстаријим индијским споменицима из времена Веда (5. век пре нове ере) забележен је опис затамњене собе са малим отвором на једној страни, усмереним на осунчани предео. Сличан томе је и опис који је оставио кинески филозоф материјалистичке оријентације, Мо Цу. Он је описао формирање изврнуте слике, то јест феномен који се јавља кад светлост пролази кроз отвор величине игле и формира пројекцију спољашњег простора.
Сва та запажања би пала у заборав, заједно са Аристотеловим пергаментима, да античка знања, посредством Арапа, нису поново оживела у Европи крајем Средњег века, а нарочито у доба ране ренесансе.

## Заблуде о открићу камере опскуре
Дуго се веровало да је камера опскура европски изум. Приписана је Роџеру Бејкону, монаху, филозофу и алхемичару. Бејкон јесте изложио запажања о посматрању Сунца помоћу справе сличне камери опскури, али није био њен изумитељ. Доцније је утврђено да је искористио арапски извор, заправо белешке Арабљанина Ибн ал Хаитама, у Европи познатијег под именом Алхазен. Арапски научник је у десетом веку (950. г.) описао како се тада употребљавала камера опскура. Он је запазио да на белим зидовима затамњених соба, или у шатору постављеном у сунчаном пејзажу средњег Истока, светлост при проласку кроз пукотину у зиду на супротној страни пројектује све оно што се напољу збива – лепршање застава, покрете пешака, коњаника и др.
Бејкон, изумитељ наочара и повећавајућег стакла (лупе), био је пионир експерименталне физике. Осим принципа камере опскуре објаснио је стварање дуге, перспективу, амплитуду морских таласа и неке друге појаве из природе, које су његови савременици сматрали божанским чудесима.
Заједно са запажањем манифестација неких природних феномена и феномени оптике постали су предмет непрестаног занимања учених људи. У периоду ренесансе камера опскура, као помагало научника, а пре свих астронома, затим уметника, архитеката и сликара, била је опште власништво образованих хуманиста. Посматрајући свет око себе, човек је желео да га разуме. Покушавао је да га опише, или што верније наслика.
Ренесансни писац Ђорђо Вазари забележио је у делу Vite dei eccelenti pittori, scultori ed architetti (Животи славних сликара, вајара и архитеката), Фиренца, 1550, да је Леон Батиста Алберти, подстакнут Гутенберговим открићем штампе, „помоћу једне справе пронашао начин приказивања природних перспектива, смањења и увеличавања фигура“. Иако се изричито не наводи, опис те справе упућује на особине камере опскуре. Типичан представник новог времена, Алберти је, у складу са тадашњим духом обнове античких идеала, тежио истинитом приказу виђеног. Мада није био проналазач камере опскуре, свакако ју је користио. Можда је баш уз њену помоћ поставио теоријске основе о верној репродукцији природе, у својој расправи о сликарству из 1437. године.
Доцнији, мање обавештени истраживачи приписивали су откриће камере опскуре Леонарду да Винчију. Уистину, концизан опис камере опскуре нотиран је у доцнијим издањима његовог главног дела, али он није себе сматрао њеним проналазачем. Нејасноће око улоге Да Винчија у описивању камере опскуре потичу и отуд што су његови рани рукописи дуго били обавијени тајном. У првој половини 16. века сакупљен је један део рукописа, и објављен, али у њима не стоји да се Леонардо служио камером опскуром, већ су то додали његови коментатори.
Најстарија илустрација камере опскуре потиче из јануара 1545. године. То је био довољан разлог да је истраживачи прогласе за изум холандског природњака и математичара Рајнер Гема-Фрисијуса, аутора дела De radio astronomico et geometrico liber (Књига о сјају астрономије и геометрије), Антверпен, 1545, у коме је илустрација објављена. Најукорењенија заблуда, која и најдуже траје, јесте она коју су заступали рани промотери и неки историчари фотографије (Франсоа Араго, Роберт Хант, а у 20. веку Жорж Потоније и неки други) – да је Ђовани Батиста дела Порта заслужан за откриће камере опскуре. Али, Дела Порта је само објединио претходна знања о том инструменту, уз препоруку уметницима како да користе камеру као помоћ при цртању предела или архитектуре. Своје савете изнео је у делу Magiae naturalis (Чаролије природе) 1558. године.

## Усавршавање и облици камере опскуре
Средином 16. века, збила се и употреба сочива у камери опскури. Милански лекар Ђироламо Кардано први је у отвор камере опскуре унео оптички елемент – сочиво, а своја запажања описао у трактату De subtilitate, libri XXI (О укусу, књига 21.), 1550. године.
Прва сочива, будући двоструко испупчена (биконвексна), виђена из профила личила су на смеђа зрна сочива – биљке која се употребљава за исхрану људи и домаћих животиња. Отуд долази и назив (лат. lensit, сочиво). Карданова иновација знатно је побољшала својства камере опскуре: слика на пројекционој равни била је светлија и оштрија.
Две деценије доцније дошло је до једног унапређења. Описујући камеру опскуру са сочивом, у својој књизи La Pratica della Perspettiva (Вежбе из перспективе), 1568, Данијел Барбаро је изнео запажање да се на оштрину пројектоване слике може утицати ако се користе отвори различитих величина. Тиме је постављена основа за уношење дијафрагме (ириса, заслона или бленде) у камеру опскуру. Барбаро је био Венецијанац, и истакнути писац о архитектури. Препоручујући, попут Дела Порте, камеру опскуру као помоћно средство за цртање, он је записао: „Затворите прозоре и врата, да не би светлост споља улазила у собу, осим кроз сочиво. Насупрот сочива држите један лист папира и померајте га напред-назад, да би се изоштрили детаљи. На папиру ћете видети покрете, облаке, падање кише, лет птица... Узмите перо и пратите контуре, сенчите их и деликатно обојите у складу са природом..."
Контролисаном изменом величине отвора камере опскуре знатно су побољшана њена својства, али је слика и даље била изврнута. Податак да је у камеру опскуру унето огледало ради довођења слике у исправан положај среће се већ у делима Јохана Кеплера, затим и Атанасијуса Кирхера. Али најранији технички опис рефлексне камере опскуре, са илустрацијама, дао је Јохан Штурм 1676. године. Ту се помиње да је у унутрашњости кутије, иза сочива, унето огледало под углом од 45 степени.
Ново унапређење увео је Данијел Швентер, професор математике на Универзитету у Алтдорфу. У делу Deliciae physico-mathematicae (Радости физике и математике), 1636, он је описао систем сочива са којим се, у одговарајућим комбинацијама, могу постићи три различите фокусне даљине. Његова сциоптричка кугла, названа и „воловско око“, била је, заправо, једна шупља дрвена лопта која се могла окретати, и на чијој су површини начињена два наспрамна отвора по оси симетрије, са по једним уметнутим сочивом. Сочива, свако за себе, давала су различите жижне даљине, попут данас изменљивих објектива, али кад су стављена у заједничку оптичку осу, њихове оптичке вредности су сабране и добијала се нека друга жижна даљина. Забележено је да је сликар Ханс Хауер користио камеру опскуру са једним таквим оптичким помагалом и помоћу њега нацртао велику панораму Нирнберга.

## Покретне камере опскуре
У описима раних писаца појам тамне коморе подразумевао је просторију, најчешће замрачену собу на врху какве грађевине, замка или торња, из које се кроз један мали отвор пружао видик на околину. У прво време корисник је био ограничен непокретношћу, па је могао да посматра, и црта, само предео испред отвора. Почетком 17. века направљене су прве покретне, мада веома гломазне, камере опскуре у облику шатора или носиљке. Један од пионира модерне оптике, аустријски астроном Јохан Кеплер, 1620. године, приликом премеравања земљишта у Аустрији, употребљавао је једну такву камеру опскуру. Његов црни шатор имао је на врху покретно сочиво и огледало које је пројектовало слику на таблу за цртање. Уз шаторе, кочије, носиљке, и друге необичне облике камере опскуре, за имућне људе, занете новом уметничком играчком, конструисани су модели нарочитих столова који су се стилом уклапали уз намештај.
Већ у другој половини 17. века величина камере опскуре је битно смањена. Камера Атанасијуса Кирхера из 1646. године била је начињена у облику носиљке. Деценију доцније, његов ученик Каспар Шот је нашао боље решење: конструисао је малу камеру опскуру састављену од две кутије различитих величина, да би, приликом изоштравања, мања клизила у већу. (Сличан принцип је, доцније, усвојио један од пионира фотографије Луј Дагер за комерцијални модел такозване Дагер-Жиру камере). 
Два изума Георга Фридриха Брандера, механичара из Аугсбурга, омогућила су још већу прецизност. Први, тамна комора у облику стола имала је низ извлака које су улазиле једна у другу. Други изум, назван polimetroscopium dioptricum, био је универзалан апарат: тамна комора-микроскоп-телескоп. Један такав уређај Брандер је направио за Карлов универзитет у Прагу. Занимљиво је да су Брандерове књиге крајем 17. века постале популарне и у јужнословенском свету.
Нешто другачије обликована била је и рефлексна камера опскура Јохана Цана из 1685. године. Њен опис у делу Oculus artificialis teledioptricus sive telescopium (Вештачко теледиоптријско око или телескоп) из 1685/86, допушта да схватимо степен усавршености тог инструмента средином 17. века. Светлост је пролазила у правој линији кроз малу рупу избушену у центру једног од зидова кутије. сочиво, стављено на тај отвор, усмеравало је зраке на огледало, постављено у средишту кутије под углом од 45 степени, које је преламало светлост и усмеравало је навише. На тај начин слика је пројектована правилно, уместо обрнуто као до тада. На горњој страни кутије стављано је стакло или провидни папир, на коме је слика остављала свој нестални одраз. Тај опис из 1685. године готово да се не разликује од описа оне камере опскуре коју ће творац прве фотографије, Нисефор Нијепс, употребити сто педесет година касније.

## Камера опскура као алатка научника и уметника
Прва функција камере опскуре била је научна – њом се пратила еклиптика (помрачење) Сунца. Међутим, веома брзо, нарочито у периоду високе ренесансе, тежња ка веродостојности приказаног и разумевању природе учинила ју је неопходним помагалом уметника. Многобројне белешке доказују да ју је користио највећи број ренесансних архитеката и сликара. Дела Порта је први саветовао уметнике како да употребљавају камеру опскуру као помоћ при цртању. У првом издању дела Чаролије природе он предлаже да најпре копирају облике и линије а затим да додају боју. У другом, проширеном издању (1589), ослоњен на искуства и описе претходника, и он саветује да се на отвор постави једно сочиво, а потом и једно конвексно огледало, тако да слика буде увећана и исправљена. Тада је дао и препоруку како да се тај инструмент користи за цртање портрета. Сличан принцип користили су Филипо Брунелески, Пјеро дела Франческа, Паоло Учело а свакако и други ренесансних сликари, градитељи и научници.
У 17. и 18. веку уметници су редовно употребљавали камеру опскуру као помоћ при сликању пејзажа, жанр-сцена, каткад и портрета. Помоћу ње постављали су основни скелет слике у који су доцније уносили фигуре. Честе су уљане слике или графике са ведутама градова, на којима су верно, применом тачне перспективе, приказани тргови, улице или пејзажи са архитектонским објектима (насеља, дворци, торњеви). Камера опскура је постала део стандардне опреме, посебно значајан за уметника недовољно спремног у преношењу перспективе. Многе књиге објављене у 17. веку садрже инструкције или илустроване описе операција са разним машинама за цртање међу којима је обавезно и камера опскура. Јан Вермер ван Делфт користио је камеру опскуру ради тачности перспективе на својим сликама. Такође и Ђузепе Марија Креспи, као и венецијански сликари Антонио Канал и Бернардо Белото (ујак и сестрић, обојица са надимком Каналето) и Франческо Гварди. У раду млађег Каналета (Б. Белота) сликање ведута уз помоћ камере опскуре било је усавршено до виртуозности. Поступак научне тачности, баш као и рад обојице Каналета, или доцније Гвардија, карактеристика је млетачке сликарске школе settecenta (17. век) у њеном касном добу. Њихова сликарска илузионистичка визија, и згуснуто представљање простора, знатно су утицали на оновремене, као и доцније, сликаре ведутисте и позоришне сценографе. Камера опскура била је од помоћи и приликом необавезног, аматерског цртања предела. Један од облика таквог цртања су и такозване путне сличице (voyages pittoresques), изузетно популарне у 17. и 18. веку. Уз помоћ камере опскуре су знатно лакше решавани и компликовани сликарски проблеми, проблеми светлости, сенки и ваздушне перспективе. Ни најбољи уметници, који траже натурализам, нису могли надмашити оптику, нити боље дати визуелне чињенице које камера опскура даје са ауторитетом саме природе.
У 18. веку Венецијанац гроф Франческо Алгароти, мецена Тијепола и неких других уметника, у делу Essey on Painting (Есеј о сликарству – енглески превод из 1764) безрезервно подржава употребу камере опскуре. У једном поглављу, које јој у целини посвећује, он тврди да се „најбољи савремени италијански сликари увелико служе том справом, и без ње не би успели да ствари прикажу тако верно природи“. У то доба сликари још нису скривали помоћна средства свога заната (како ће већина њих то здушно чинити у 19. и 20. веку). На једном аутопортрету сликара Јоакима Франца Бајха, храбро су откривени атрибути његовог занимања: уз палету, боје, кистове и сликарске ногаре, ту је и камера опскура.
Док су неки схватили да им је у рукама богомдано средство, други, насупрот, настојали су да га сасвим истисну. „Природу човек мора видети сопственим оком и доживети је“ – писао је Виљем Хогарт. Иако се бави темама које су директно актуелне и саображене с духом времена, тај теоретичар, наративни сликар-морализатор, реалист и оштар критичар енглеског друштва, одлучно одбацује употребу камере опскуре. У делу Analisys of Beauty (Анализа лепоте), 1753, напада академске законе и све облике подражавања. Ту он минимизује вредност камере опскуре, сматрајући да је њеном употребом уметникова визија природе нарушена, и да се природа своди на имитацију.